# ناصر قدور

ناصر صالح قدور في الثمانينيات

ناصر صالح قَدُّور (1351- 1443 هـ / 1932- 2021 م) عسكري وسياسي سوري، ودبلوماسي ووزير. تولى وزارة الدولة للشؤون الخارجية، ووزارة شؤون المغتربين، ونائب رئيس البرلمان العربي.

## ولادته وتحصيله
ولد ناصر بن صالح قَدُّور في حلب، يوم الأربعاء 8 ربيع الآخر 1351هـ الموافق 10 أغسطس (آب) 1932م. انضمَّ إلى صفوف حزب البعث العربي الاشتراكي من بدايات تأسيسه عام 1947، وهو طالب في المرحلة الثانوية في الخامسة عشرة من عمره. وبعد حصوله على الشهادة الثانوية التحقَ بالكلية الحربية في الجيش العربي السوري عام 1950، وانتسب إلى كلية الحقوق في جامعة دمشق وحصل منها على الإجازة (بكالوريوس).

## وظائفه ومناصبه
بدأ حياته العملية ضابطًا في الجيش العربي السوري، ورئيسًا للشعبة الأولى والثانية في أركان اللواء الأول. ثم تولى منصبَ مدير إدارة المباحث العامَّة، ونائب الحاكم العُرفي في سورية في إبَّان الوحدة السورية المصرية من 1958 إلى 1961.
انتقل إلى العمل الدبلوماسي، فعُيِّن قائمًا بالأعمال في سفارة سورية في طرابُلُس الغرب بليبيا، ثم سفيرًا في بون بألمانيا، من 1965 إلى 1970. ثم عُيِّن معاونًا لوزير الخارجية للشؤون الإدارية والمالية عام 1970. وفي العام التالي أرسل إلى بيلغراد سفيرا لسورية في يوغسلافيا. ثم تسلم منصب معاون وزير الخارجية مرَّة أخرى من 1971 إلى 1983. ثم تولَّى رئاسة هيئة الرقابة والتفتيش على الأمم المتحدة والوكالات المتخصِّصة التابعة لها من 1983 إلى 1987.
عُيِّن وزيرًا أول مرَّة في حكومة محمود الزعبي الأولى، فأسندت إليه حقيبة وزير الدولة للشؤون الخارجية من 1987 إلى 1992، وحافظ على منصبه في حكومة محمود الزعبي الثانية من 1992 إلى 2000. واستمرَّ في منصبه إلى أن ألغيت هذه الوِزارة في حكومة مصطفى ميرو الثانية (2001- 2003)، فتسلَّم فيها وِزارة الدولة لشؤون المُغتربين التي أُحدِثت في تلك الحكومة، من 2003 إلى 2011. واختير نائبًا لرئيس مجلس الشعب من 2003 إلى 2007، ونائبًا لرئيس البرلمان العربي.

## وفاته

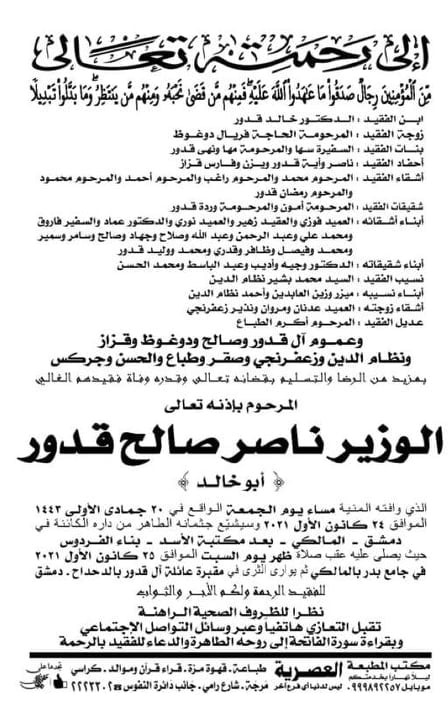
ورقة نعي ناصر صالح قدور

توفي ناصر قدور في دمشق، مساء يوم الجمعة 20 جُمادى الأولى 1443هـ الموافق 24 ديسمبر (كانون الأول) 2021م. وصُلِّي عليه عقب صلاة الظهر يوم السبت 25 ديسمبر 2021، في جامع بدر بحي المالكي، ثم دُفن في مقبرة عائلة آل قدور بالدَّحْداح.

## وصلات خارجية
قناة سما تنعى السيد ناصر قدور وزير الدولة للشؤون الخارجية ووزير المغتربين السابق